# جايسون آرنوت
جايسون آرنوت هو لاعب هوكي الجليد كندي، ولد في 11 أكتوبر 1974 في واسغا بيتش في كندا.

## وصلات خارجية
- جايسون آرنوت على موقع دوري الهوكي الوطني (الإنجليزية)
- جايسون آرنوت على موقع قاعة مشاهير الهوكي (لاعب أن.إتش.أل) (الإنجليزية)
- جايسون آرنوت على موقع EliteProspects.com (الإنجليزية)
- جايسون آرنوت على موقع HockeyDB.com (الإنجليزية)
- جايسون آرنوت على موقع Hockey-Reference.com (الإنجليزية)